# Route départementale 37 (Nièvre)
Pour les articles homonymes, voir Route départementale 37.
La route départementale 37, ou RD 37, est une route départementale de la Nièvre. Longue de 63 kilomètres, elle parcourt une partie du Haut-Morvan en reliant Cercy-la-Tour à Montsauche-les-Settons, en passant par Château-Chinon (Campagne).

## Parcours

### Communes traversées
La route départementale 37 traverse les territoires des communes suivantes :
- Cercy-la-Tour
- Thaix
- Montaron
- Vandenesse
- Limanton
- Moulins-Engilbert
- Sermages
- Saint-Hilaire-en-Morvan
- Château-Chinon (Campagne)
- Corancy
- Lavault-de-Frétoy
- Planchez
- Montsauche-les-Settons

## Sites remarquables le long et à proximité de la RD 37
- Château-Chinon (Campagne)
  - la chapelle Saint Roch de Montbois
- Corancy
  - le lac de Pannecière
  - la chapelle de Faubouloin
- Lavault-de-Frétoy
  - l'oppidum du Fou de Verdun
  - le sentier de grande randonnée de Pays Tour du Morvan
- Montsauche-les-Settons
  - le lac des Settons
  - le sentier de grande randonnée de Pays Tour du Morvan
  - le sentier de grande randonnée 13 (GR 13)